# El Biscella
"El Biscella" (em Língua portuguesa "O Bully") é uma canção popular em dialeto milanês escrita por Giovanni D'Anzi, e Alfredo Bracchi em 1969.

## História
Biscella é uma palavra milanesa que significa "encaracolado" (vem de bish, que significa "ouriço"), uma espécie de valentão que tenta intimidar as pessoas, mas cujos modos desajeitados e portamentos extravagantes o tornam mais cômico do que perigoso.
A música fala dessa "Biscella" que mora no bairro Porta Ticinese e que vai ás boates e todos, atrás dele, riem de suas roupas ridículas e de seu jeito de dançar um pouco esquisito.
A rima encontrada na terminação entre "paisàn" e "sindic de San Culumbàn" não é acidental, pois se refere à casa de cura localizada em San Colombano al Lambro naqueles anos.

## Regravações notáveis
- 1969 – Giovanni D'Anzi
- 1970 – Nanni Svampa
- 1970 – Gianni Magni